# Cladochasiella
Cladochasiella is een monotypisch geslacht van schimmels behorend tot de familie Discinellaceae. De typesoort is Cladochasiella divergens.